# Dolok Tinggi Raja
Dolok Tinggi Raja är ett berg i Indonesien.   Det ligger i provinsen Sumatera Utara, i den västra delen av landet, 1 400 km nordväst om huvudstaden Jakarta. Toppen på Dolok Tinggi Raja är 535 meter över havet, eller 88 meter över den omgivande terrängen. Bredden vid basen är 0,65 km.
Terrängen runt Dolok Tinggi Raja är kuperad söderut, men norrut är den platt.Runt Dolok Tinggi Raja är det ganska tätbefolkat, med 96 invånare per kvadratkilometer. I omgivningarna runt Dolok Tinggi Raja växer i huvudsak städsegrön lövskog.